# Daróczi Tamás
Daróczi Tamás (Árpástó, 1954 –) magyar operaénekes (tenor).

## Életpályája
A kolozsvári Zeneművészeti Főiskola opera szakán végzett 1980-ban. Ugyanebben az évben debütált a kolozsvári Operaházban Pinkerton szerepében Puccini Pillangókisasszony című operájában. 1989-től a Magyar Állami Operaház magánénekese, 1991-től pedig a bécsi Staatsoper tagja. 1983-ban díjat nyert a luccai Puccini Nemzetközi Énekversenyen, 1986-ban pedig a Pillangókisasszony-versenyen. Európa számos operaházában vendégszerepelt. Állandó vendégszereplője volt a berlini Komische Opernek, ahol a mantovai herceg szerepét énekelte a Rigolettóban, Harry Kupfer rendezésében.

## Főbb szerepei
- Csajkovszkij: Anyegin - Lenszkij
- Donizetti: Lammermoori Lucia - Edgardo
- Donizetti: Don Pasquale - Ernesto
- Erkel: Bánk bán - Bánk
- Erkel: Hunyadi László - Hunyadi László
- Mascagni: Parasztbecsület - Turridu
- Mozart: A varázsfuvola - Tamino
- Mozart: Szöktetés a szerájból - Belmonte
- Puccini: Pillangókisasszony - Pinkerton
- Puccini: Manon Lescaut - De Grieux
- Puccini: Bohémélet - Rodolphe
- Puccini: Tosca - Cavaradossi
- Stravinsky: A róka - Tenor 2.
- Szörényi-Lezsák-Pozsgai: Atilla, Isten kardja - Jézus
- Verdi: Traviata - Alfredo
- Verdi: Rigoletto - Mantovai herceg
- Verdi: A szicíliai vecsernye - Tebaldo
- Wagner: A nürnbergi mesterdalnokok - Augustin Moser
- Weill: Mahagonny városának felemelkedése és bukása - Jack O’Brien